# ماریا فاسی
ماریا خوزه فاسی آلوارز (زاده ۲۵ مارس ۱۹۹۸) یک گلف باز حرفه ای مکزیکی است که در تور ال‌پی‌جی‌ای مستقر در ایالات متحده بازی می‌کند. او در سال ۲۰۱۹ قهرمان ان‌سی‌ای‌ای بخش یکم زنان شد.

## آماتوری
فاسی نماینده مکزیک در المپیک تابستانی جوانان ۲۰۱۴ بود و در سال‌های ۲۰۱۵، ۲۰۱۶ و ۲۰۱۸ قهرمان آماتور زنان مکزیک شد. در سال ۲۰۱۵، او برنده مسابقه آماتور بین‌المللی در تگزاس شد و در آماتور زنان آمریکای جنوبی و در آماتور دیکسی، پس از لورن استفنسون، نایب قهرمان شد.
فاسی از سال ۲۰۱۵ تا ۲۰۱۹ در دانشگاه آرکانزاس حضور داشت و با تیم گلف خارپشت‌های آرکانزاس بازی کرد. او در جوانی بهترین گلف باز سال زنان همایش جنوب شرقی و برنده جایزه آنیکا بود. به عنوان یک بزرگسال، او عنوان انفرادی قهرمانی زنان ان‌سی‌ای‌ای بخش یکم ۲۰۱۹ را به دست آورد، بهترین بازیکن سال و بهترین ورزشکار زن برگزیده سال همایش جنوب شرقی شد و جایزه ورزشی هوندا را دریافت کرد.
او در سال‌های ۲۰۱۶ و ۲۰۱۸ معافیت اسپانسر را برای مسابقات قهرمانی آرکانزاس دریافت کرد و در مجموع شش بار در تور ال‌پی‌جی‌ای به عنوان یک آماتور شروع کرد.
فاسی در جام آرنولد پالمر ۲۰۱۸ بازی کرد و پس از جنیفر کوپچو در مراسم افتتاحیه ملی زنان آماتور آگوستا در سال ۲۰۱۹ نایب قهرمان شد.

## حرفه‌ای
فاسی، که کارت تور ال‌پی‌جی‌ای خود را در دسامبر ۲۰۱۸ به دست آورد، عضویت خود را به تعویق انداخت تا زمانی که کارش در کالج تمام شود، به صورت آماتور در مسابقات شرکت کرد و در ماه می ۲۰۱۹ حرفه ای شد و اولین حضور حرفه ای خود را در مسابقات آزاد زنان ایالات متحده در سال ۲۰۱۹ انجام داد، جایی که T12 را به پایان رساند.
در انتظار از سرگیری تور ال‌پی‌جی‌ای ۲۰۲۰ پس از شیوع ویروس کرونا، فاسی تصمیم گرفت در مسابقات کلاسیک آرکانزاس شرکت کند. او در این بازی برنده شد که این برد اولین برد حرفه‌ای او بود.
در سال ۲۰۲۱، فاسی در مسابقات کلاسیک دبی با یک ضربه بعد از برونته لاو نایب قهرمان شد و در سال ۲۰۲۲ در مسابقات قهرمانی کروگر کویین سیتی پس از الی یوینگ و لین شی‌یو سوم شد.

## بردهای آماتوری
مسابقات قهرمانی نوجوانان مکزیک ۲۰۱۳
قهرمانی آماتور آرژانتین ۲۰۱۴
آماتور مکزیکی زنان ۲۰۱۵، آماتور بین‌المللی (انفرادی)
۲۰۱۶ زنان آماتور مکزیکی، کلاسیک لیدی پورتوریکو، مسابقات بین دانشگاهی آنیکا
مسابقات قهرمانی زنان میسون رودولف ۲۰۱۷، مسابقات بین دانشگاهی آنیکا
آماتور مکزیکی زنان ۲۰۱۸، کلاسیک لیدی پورتوریکو، مسابقات بین دانشگاهی داریوس راکر
قهرمانی همایش جنوب شرقی ۲۰۱۹، مسابقات قهرمانی زنان ان‌سی‌ای‌ای بخش یکم (انفرادی)

## حضورهای تیمی
جام جهانی گلف نوجوانان (به نمایندگی از مکزیک): ۲۰۱۵
قهرمانی جهانی نوجوانان دختر (به نمایندگی از مکزیک): ۲۰۱۵
آماتور بین‌المللی (به نمایندگی از مکزیک): ۲۰۱۵
جام اسپریتو سانتو (به نمایندگی از مکزیک): ۲۰۱۶، ۲۰۱۸
جام آرنولد پالمر (نماینده تیم بین‌المللی): ۲۰۱۸

## افتخارات دانشگاهی
دابلیوجی‌سی‌ای تیم اول سراسر آمریکا ۲۰۱۸
تیم اول همایش جنوب شرقی ۲۰۱۸
بهترین بازیکن گلف زنان همایش جنوب شرقی ۲۰۱۸
برنده جایزه آنیکا ۲۰۱۸
جایزه هوندا اسپورت برای رشته گلف ۲۰۱۹
برنده جایزه آنیکا ۲۰۱۹
بهترین بازیکن سال پینگ دابلیوجی‌سی‌ای ۲۰۱۹
ورزشکار زن سال همایش جنوب شرقی ۲۰۱۹
دابلیوجی‌سی‌ای تیم اول سراسر آمریکا ۲۰۱۹
تیم اول سراسر آمریکا گلف‌ویک ۲۰۱۹
بهترین بازیکن گلف زنان همایش جنوب شرقی ۲۰۱۹
تیم اول همایش جنوب شرقی ۲۰۱۹
شاگرد ممتاز دابلیوجی‌سی‌ای سراسر آمریکا ۲۰۱۹